# Entropion
Entropion is een afwijking in de oogheelkunde waarbij een ooglid ertoe neigt bij sluiten van de ogen naar binnen, dat wil zeggen tegen de oogbol aan, te rollen. Dit veroorzaakt irritatie en rode ogen. Het is meestal vrij gemakkelijk door een kleine operatie te verhelpen. Ook een stukje pleister kan het ooglid, als operatie geen optie is, meestal wel in het gareel houden. Een oorzaak van entropion is vaak een verslapping van de musculus orbicularis oculi of van de onderooglidretractoren. Ook kan verlittekening van de conjunctiva een entropion veroorzaken (entropion cicatriceum).